# Lanhydrock House

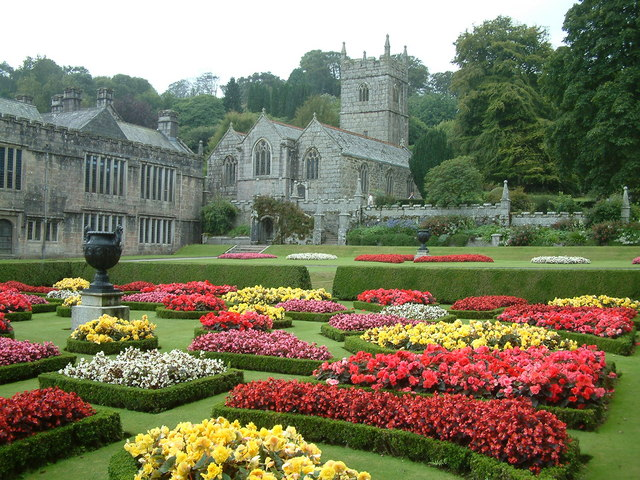
La tenuta di Lanhydrock con l'edificio principale e la chiesa di San Hydrock

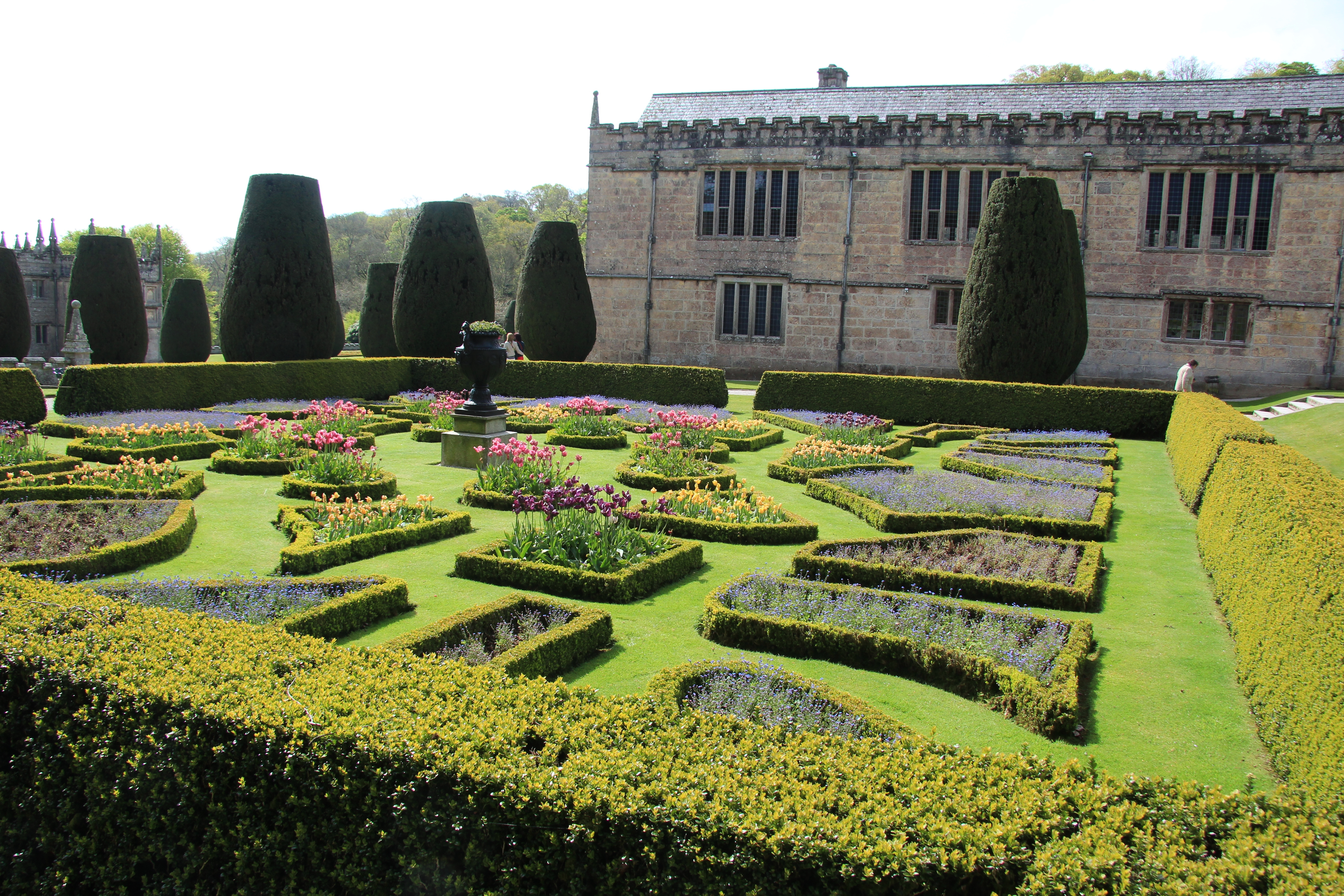
Un'ala della villa con il giardino circostante

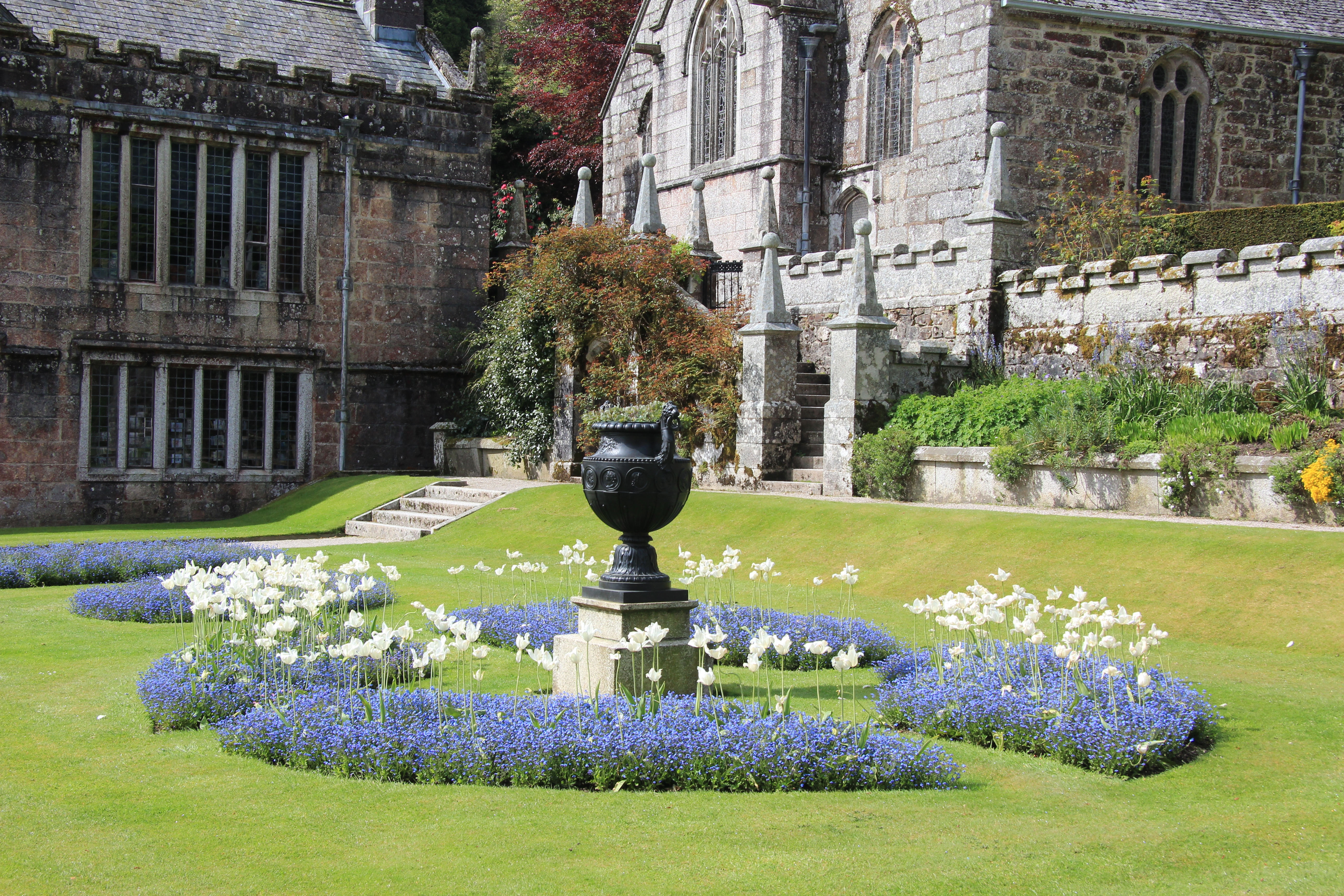
Un'altra ala della villa con il giardino circostante

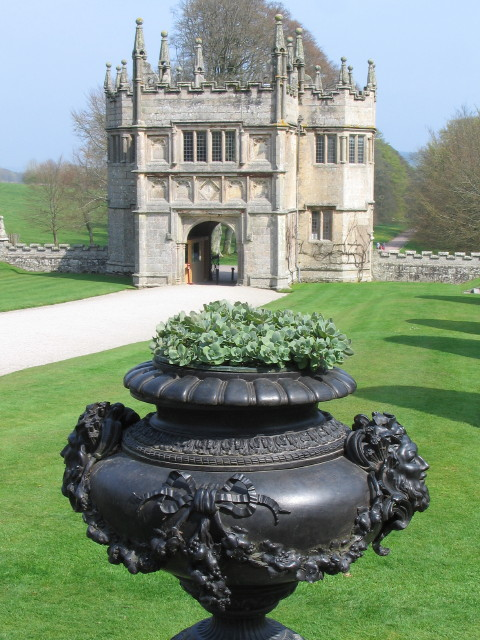
Il portone d’ingresso alla villa

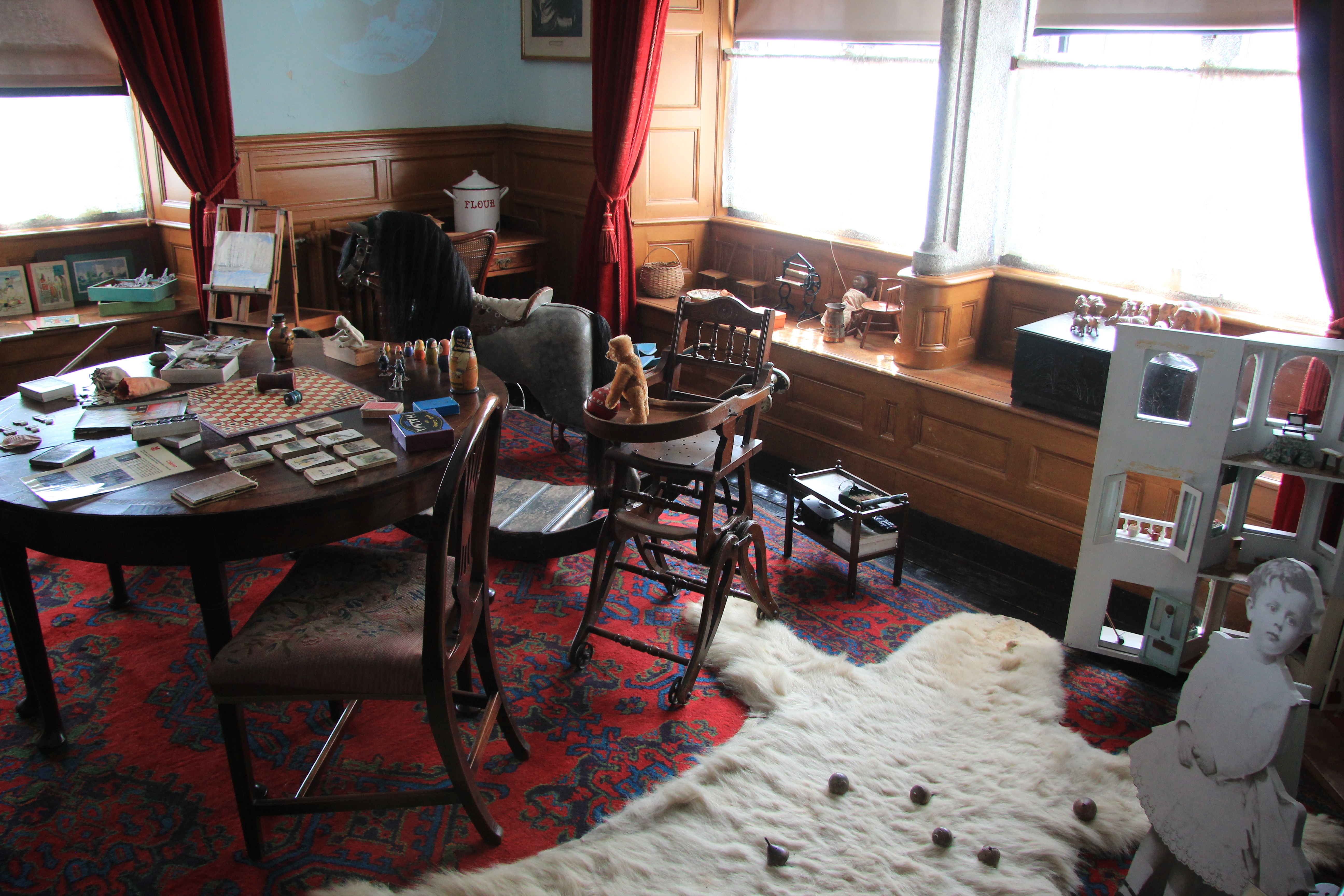
Stanza da giochi all'interno della residenza

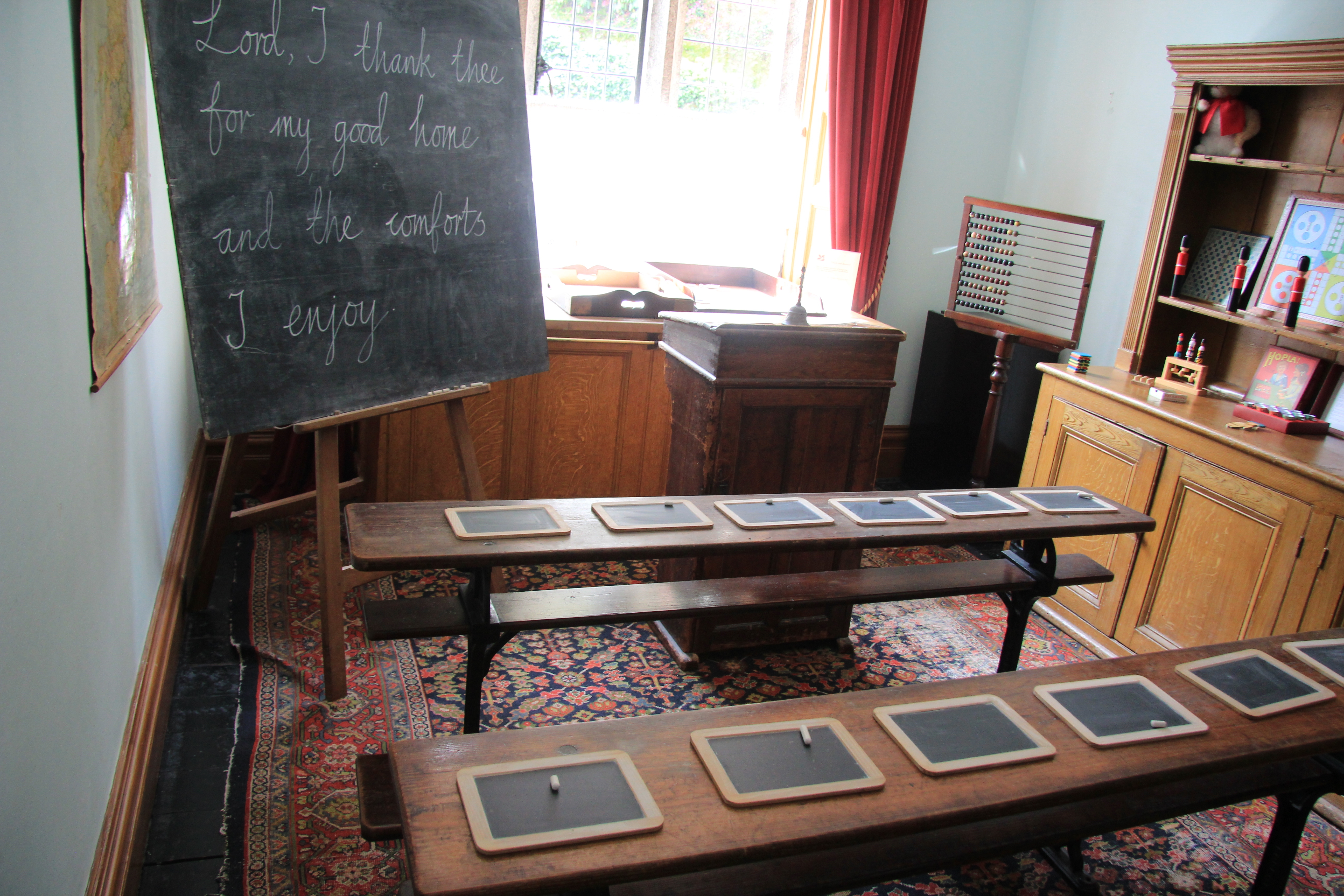
Aula scolastica all'interno della residenza

Lanhydrock House è una storica residenza del villaggio inglese di Lanhydrock, in Cornovaglia, eretta tra il 1640 ed il 1642 circa e in gran parte ricostruita in stile vittoriano nel 1881.
L'edificio, fu residenza della famiglia Robartes. Ora è posto sotto la tutela del National Trust.

## Descrizione
La residenza si trova nella vicinanze del fiume Fowey, all'interno di un parco di 450 acri (900 secondo un’altra fonte) con giardini all'italiana, che si estendono per 22 acri.
L'edificio, realizzato in granito e ardesia, ospita 49 stanze (tutte aperte al pubblico), che riflettono lo stile di vita vittoriano.
Dell'edificio originario del XVII secolo rimangono soltanto l'ingresso, il portico e l'ala settentrionale (che ospita una galleria della lunghezza di 116 piedi, con un soffitto abbellito con scene dell’Antico Testamento)
Nella tenuta, vicino all'edificio principale, si trova la Chiesa di San Hydrock, risalente al XV secolo.

## Storia
La tenuta su cui sorge la residenza era in origine un possedimento del priore di Bodmin. In seguito, fu acquisita dalla famiglia Glynn, passando poi, dopo un matrimonio, alla famiglia Lyttelton  e quindi, nel 1577, a Thomas Trenance.
Nel 1620 la tenuta di Lanhydrock fu venduta da Thomas Trenance a Richard, primo signore Robartes (ex-famiglia Roberts), appartenente ad una ricca famiglia di banchieri e commercianti di stagno di Truro.
Richard Robartes, che assieme al titolo di parìa britannica pare avesse ottenuto una somma di 10.000 sterline dal duca di Birmingham, favorito di Giacomo I, ordinò nel 1630 di costruirvi una residenza. Dopo la morte di Richard, avvenuta nel 1632, l’edificio fu completato da Robert, secondo signore Robartes nel 1640/1642, ovvero poco prima dello scoppio della guerra civile inglese..
Nel corso della guerra, durante la quale Robert Robartes combatté a fianco delle truppe parlamentari, la residenza fu utilizzata dal generale al comando di queste ultime, il signore del Wessex. Nel 1644, Lanhydrock House fu però occupata dalle truppe reali e Robartes fu costretto a fuggire via mare Plymouth, mentre i suoi figli furono tenuti prigionieri nella villa.
Nel 1861, la villa fu ereditata da Thomas James Agar-Robartes, che aveva assunto il titolo di primo signore di Robartes di seconda generazione  (il titolo precedente si era estinto con il quarto signore di Robartes).
Assieme a sua moglie Juliana, Thomas James Agar-Robartes, fece ampliare la villa e realizzare attorno alla residenza alcuni giardini.
|  |

Qualche anno dopo, nel 1881, l’edificio andò quasi completamente distrutto a causa di un incendio. La stessa Juliana Robartes riuscì a salvarsi quasi per miracolo saltando da una finestra, ma non sopravvisse allo shock e morì appena tre giorni dopo.
La casa fu ricostruita dal figlio di questi ultimi proprietari, Thomas Charles Robartes, chiamato, per via della sua altezza esigua, il “piccolo lord” e rimodellata in stile vittoriano. Per la ricostruzione fu utilizzato il materiale originale;
Thomas Charles Robartes fece anche restaurare l’adiacente chiesa di San Hydrock in onore dei genitori.
Lanhydrock House rimase di proprietà della famiglia Robartes fino al 1953, quando il settimo visconte di Clifden la cedette al National Trust.

## Lanhydrock House nel cinema e nelle fiction
- Lanhydrock House fu tra le location della serie televisiva britannica del 1975 Poldark[5]
- Lanhydrock House fu una delle location del film del 1993 I tre moschettieri[5]
- Lanhydrock House fu una delle location del film del 1996 La dodicesima notte[5]
- Lanhydrock House fu utilizzata come location in un episodio, datato 2009, della serie televisiva The Victorians[5]